# Paul Kearney
Pour les articles homonymes, voir Kearney.
Œuvres principales
- Série Les Monarchies divines

Paul Kearney, né le 14 février 1967 à Ballymena en Irlande du Nord, est un écrivain britannique de fantasy.

## Biographie
Il est né à Ballymena, dans le Comté d'Antrim, en Irlande du Nord en 1967, et fait des études d'anglo-saxon, de moyen anglais et de vieux norrois à l'Université d'Oxford, avant de passer plusieurs années aux États-Unis et au Danemark pour ensuite revenir en Irlande du Nord. Il est marié, habite et écrit dans le comté de Down.
Kearney s'est fait un nom avec les romans (se suffisant à eux-mêmes) The Way to Babylon (1992), Riding the Unicorn (1994) et A Different Kingdom (1995). Tous ces romans ont certains points communs, notamment l'utilisation d'un héros de notre monde, voyageant dans un autre, fantastique. Malgré de très bonnes critiques, ces livres connurent des ventes décevantes, et Kearney fut appelé à revenir à une fantasy épique plus traditionnelle. Il en résulta les Monarchies divines, qui lui apporta un certain succès et se poursuivit sur cinq tomes.
Après avoir terminé la série des Monarchies divines, Kearney se lança dans une nouvelle série, Les Mendiants des mers, qui commence avec le Sceau de Ran, et raconte l'histoire de Rol Cortishane. Elle est presque entièrement basée sur des aventures mettant l'océan en scène. Un deuxième tome, Cette Terre abandonnée (le titre original pendant sa production étant The Stars We Sail By), est publié en juillet 2006. La série devait initialement compter quatre livres et le tiers environ avait été achevé lorsque la série fut abandonnée sans préavis par Bantam Books en mai 2007. Malgré cela, Kearney signa rapidement chez Solaris Books, en s'engageant à écrire une nouvelle œuvre de fantasy épique intitulée The Ten Thousand  et vaguement basée sur l'Anabase de Xénophon. Ce livre est publié en août 2008. Solaris a aussi réédité la série des Monarchies divines en deux volumes en 2010, et avait prévu de permettre à Paul Kearney de terminer sa série des Mendiants des mers, après que Bantam en eut abandonné les droits de publication. Néanmoins, l'éditeur américain n'ayant quant à lui jamais abandonné ses droits, le dernier roman n'a pas pu être publié.
Paul Kearney a de plus écrit une novélisation de la série télévisée Nick Cutter et les Portes du temps.

## Œuvres

### SérieLes Monarchies divines
1. Le Voyage d'Hawkwood, Le Rocher, 2004 ((en) Hawkwood's Voyage, 1995)
2. Les Rois hérétiques, Le Rocher, 2005 ((en) The Heretic Kings, 1996)
3. Les Guerres de fer, Le Rocher, 2005 ((en) The Iron Wars, 1999)
4. Le Second Empire, Le Rocher, 2006 ((en) The Second Empire, 2000)
5. Les Vaisseaux de l'Ouest, Le Rocher, 2007 ((en) Ships from the West, 2002)

### SérieLes Mendiants des mers
1. Le Sceau de Ran, Le Rocher, 2008 ((en) The Mark of Ran, 2004)
2. (en) This Forsaken Earth, 2006
3. (en) Storm of the DeadCe roman n'a jamais été publié

### SérieLes Macht
1. 10 000 - Au cœur de l'Empire, Orbit, 2010 ((en) The Ten Thousand, 2008)
2. Corvus, Orbit, 2011 ((en) Corvus, 2011)
3. (en) Kings of Morning, 2011

### UniversWarhammer

#### SérieWarhammer 40000
- Assaut sur Zalathras, Black Library, 2017 ((en) Calgar's Siege, 2016)
- Marneus Calgar : Fureur, Black Library, 2017 ((en) Calgar's Fury, 2017)

### Romans indépendants
- (en) The Way to Babylon, 1992
- (en) A Different Kingdom, 1993
- (en) Riding the Unicorn, 1994
- (en) Primeval: The Lost Island, 2008
- (en) The Wolf in the Attic, 2016